# Скворцов-Степанов Іван Іванович
Іва́н Іва́нович Скворцо́в-Степа́нов, справжнє прізвище Скворцо́в (рос. Иван Иванович Скворцов-Степанов; 24 лютого (8 березня) 1870, село Мальцево-Бродово Богородського повіту Московської губернії — 8 жовтня 1928, місто Сочі) — російський революціонер-марксист, публіцист, перекладач, державний і партійний діяч РРФСР і СРСР, соратник і товариш Володимира Ульянова-Леніна, відповідальний редактор газети «Известия ЦИК СССР и ВЦИК». Член Центральної ревізійної комісії РКП(б) у 1921—1925 роках. Член ЦК ВКП(б) у 1925—1928 роках.

## Життєпис
Народився 24 лютого (8 березня) 1870 року в селі Мальцево-Бродово Богородського повіту Московської губернії Російської імперії в родині дрібного службовця. Росіянин. Був п'ятою дитиною в сім'ї. Родина мешкала в напівпідвальному приміщенні будинку, який належав власнику Смирнову. Батько помер, коли Івану виповнилось 6 років. Залишившись без засобів до існування, мати з дітьми переїхала до своєї сестри Олександри Грайворонської, яка була просвірнею у Тихвінській церкві в Богородську.

### Навчання
У 1879 році Іван Скворцов вступив до Богородського міського училища, яке закінчив з відзнакою у 1885 році. Він твердо вирішив стати сільським вчителем, однак перша спроба вступити до Московського учительського інституту в 1886 році виявилась невдалою. Наступного, 1887 року, він таки вступив до цього інституту. У 1890 році, закінчивши Московський учительський інститут з золотою медаллю, Іван Скворцов був призначений учителем Арбатського міського чотирикласного початкового училища в Москві.

### Початок нелегальної діяльності
У 1892 році молодий вчитель вступив до нелегального гуртка, що об'єднував прогресивно мислячу учительську інтелігенцію. Його першим полемічним виступом став розгляд книги Петра Струве «Критичні замітки до питання про економічний розвиток Росії». Згодом Скворцов ознайомився з роботами Карла Маркса і Фрідріха Енгельса. Іван Іванович підтримував зв'язок з групою під керівництвом Івана Распутіна, яка в лютому 1892 року роздобула гектограф і почала роздруковувати нелегальну літературу. Тому вже десь з весни 1894 року Скворцов потрапив під пильний нагляд жандармерії.
Суспільна активність Івана Скворцова активізувалась зі вступом його до комітету грамотності — організації, яка мала на меті розповсюдження знань серед народу.

### Перший арешт
Навесні 1895 року поліція отримала інформацію, що група Івана Распутіна, з якою підтримував зв'язок Іван Скворцов, ухвалила рішення підготувати вбивство Миколи Олександровича, заплановане на час коронації його в Москві у 1896 році. Аби надати організації більшої значущості, до неї зарахували всіх, хто з ними спілкувався, у тому числі й Івана Скворцова.
Тому, хоча Іван Іванович до тактики терору ставився скептично і про підготовку до замаху нічого не знав, у ніч на 4 травня 1895 року він був заарештований.
Слідчим не вдалось довести причетність Скворцова до замаху на імператора, тому після шестимісячного перебування у в'язниці він був звільнений.
Залишившись без роботи, зазнав значних матеріальних труднощів. У цей час йому допомагали друзі.

### Період засланнів
Наприкінці 1895 — початку 1896 року в Москві відбувся ІІ Всеросійський з'їзд діячів технічної і професійної освіти в Росії, на засіданні однієї з секцій якого 29 грудня 1895 року домігся виступу Іван Скворцов. Свою промову він присвятив проблемам загальної освіти, чим викликав неоднозначне сприйняття.
17 січня 1896 року тодішній міністр юстиції Росії Микола Муравйов направив висновок прокурору в міністерство внутрішніх справ «Про політичну неблагонадійність І. Скворцова та інших, як свідчать їх зносини зі злочинним середовищем і знайдені у них твори протиурядового змісту». Відповідно до цього висновку міністр внутрішніх справ рекомендував Скворцова «підпорядкувати гласному поліцейському нагляду за межами столиць, столичних губерній, університетських міст, а також міста Ярославля». 14 лютого 1896 року Іван Іванович був висланий до Тули терміном на три роки.
В Тулі Іван Іванович Скворцов бере активну участь в соціал-демократичному русі, вперше знайомиться з творами Володимира Леніна. Саме тут він назавжди пориває з народництвом і переходить на позиції марксизму.
В лютому 1899 року закінчився термін заслання й Іван Іванович, за сприяння соціал-демократичної організації, виїздить до Німеччини, де пробув 4 місяці. Повернувшись в Росію взнав, що йому заборонено проживати в крупних містах. Тому довелось оселитись в Калузі. Десь на початку 1900 року Скворцов був несподівано заарештований і доправлений у Москву. Як з'ясувалось згодом, він був притягнутий у справі «Харківського гуртка». Пробувши у в'язниці більше двох місяців, був звільнений і повернутий в Калугу.
В середині 1901 року закінчився термін заслання й Іван Іванович переїхав до підмосковного Подольська. Налагодив зв'язок з представниками Московського комітету РСДРП (МК РСДРП). 27 вересня 1901 року Скворцов кооптований до складу МК РСДРП, проте того ж дня був заарештований і поміщений до Бутирської в'язниці. Шестимісячне слідство закінчилось засланням до Східного Сибіру терміном на три роки. Так навесні 1902 року Іван Іванович Скворцов опинився в глухому селі поблизу Ачинська Єнісейської губернії.

### Період активної революційної діяльності
Лише наприкінці 1904 року він повернувся в Москву, де розгорнув надзвичайно плідну революційну діяльність, як один з керівників літературно-лекторської групи МК РСДРП. У 1905 році Скворцов увійшов до складу профспілки вчителів. В липні того ж року він виступав на засіданнях Всеросійського учительського з'їзду.
У травні 1905 року Є. Д. Мягков власним коштом засновує видавництво «Колокол», яке мало на меті видання книг і брошур «крамольного змісту». До складу редакційної колегії увійшов Іван Іванович Скворцов-Степанов .
На початку 1906 року до Москви приїхав Володимир Ульянов (Ленін), саме тоді ж відбулось його особисте знайомство з І. І. Скворцовим-Степановим. А наприкінці лютого того ж року Іван Іванович відвідав Леніна, коли той перебував у Куоккалу.
У квітні 1906 року в Стокгольмі (Швеція) відбувся IV (об'єднавчий) з'їзд РСДРП. Іван Іванович був обраний на нього делегатом з вирішальним голосом від Московського комітету РСДРП. На з'їзді він виступав під партійним псевдо «Федоров» і був включений до складу комісії, що готувала резолюцію про Державну думу Російської імперії.
Протягом 1907–1909 років І. І. Скворцов-Степанов здійснював переклад праці Карла Маркса «Капітал», ставши її першим науковим перекладачем, коментатором і редактором.
В квітні 1908 року, уникаючи арешту, протягом двох місяців перебував за кордоном, де в Женеві (Швейцарія) відвідав В. І. Леніна. Повернувшись в Росію, в червні того ж року Скворцов-Степанов стає чи не єдиним співробітником московської нелегальної більшовицької газети «Робітничий прапор» (рос. Рабочее знамя).
На довиборах до ІІІ Державної думи в березні 1911 року було вирішено висунути Скворцова-Степанова кандидатом в депутати від РСДРП. Проте поліції, завдяки старанням провокаторів, стало про це відомо і 28 січня 1911 року Іван Іванович був заарештований. Перебував в одиночній камері Бутирської в'язниці. Далі була трирічна висилка в Єнотаєвськ Астраханської губернії. У вересні 1912 року він переїхав до Астрахані, а на початку 1913 року повернувся в Москву, де продовжив революційно-пропогандистську діяльність.
Загалом, за революційну діяльність 6 разів заарештовувався. Провів у в'язницях близько 2 років, в засланні — майже 10 років.
Восени 1916 року І. І. Скворцов-Степанов увійшов до складу членів Московського обласного бюро ЦК РСДРП(б).
З березня 1917 року обіймав посади відповідального редактора газети «Известия Московського Совета», відповідального редактора газети «Социал-демократ», брав участь у виданні низки інших більшовицьких видань. У квітні 1917 року обирався делегатом VII (квітневої) Всеросійської конференції РСДРП(б).

### Жовтневий переворот
7 листопада (25 жовтня) 1917 року відбувся збройний переворот у Петрограді, внаслідок якого Тимчасовий уряд Росії був повалений. 8 листопада І. І. Скворцов-Степанов увійшов до складу Московського військово-революційного комітету (ВРК). Наступного дня на зборах голосних районних дум він запропонував створити Раду районних дум, яка б перебрала на себе всі справи московського міського самоврядування для уникнення кровопролиття. Проте «Комітет громадського порятунку» і штаб військового округу, що виступили проти ВРК, здійснили спробу взяти владу в місті в свої руки. П'ятиденне збройне протистояння закінчилось захопленням 16 листопада частинами ВРК Кремля і Олександрівського військового училища.
17 листопада Московський ВРК своєю постановою створив Декретну комісію, до складу якої увійшов і Скворцов-Степанов. Йому ж було доручено розробити проект відозви про причини розпуску міської думи і призначення позачергових виборів на 9 грудня 1917 року.

### За Радянської влади
8 листопада (26 жовтня) 1917 року ІІ Всеросійський з'їзд Рад обрав Івана Івановича Скворцова-Степанова членом ВЦВК і призначив народним комісаром фінансів першого Радянського уряду. Скворцов-Степанов взнав про це ввечері 9 листопада. Не бажаючи полишати Москву, він зумів переконати ЦК РСДРП(б), що ця посада не для нього. Офіційно вважався народним комісаром фінансів Російської Радянської Республіки з 27 по 30 жовтня 1917 року.
18 січня 1918 року Скворцов-Степанов полишає посаду редактора «Известий», зосередивши всю подальшу діяльність на посаді редактора «Социал-демократа». Після переїзду Радянського уряду в Москву в березні 1918 року, «Соціал-демократ» злився з «Правдою». Скворцов-Степанов з 1918 року входив до складу редколегії «Правди», а в 1924—1925 роках обійняв посаду заступника відповідального редактора цього видання. Працював членом редакційної колегії видавництва ЦК РКП(б) «Комуніст».
З літа 1918 року й до кінця життя був дійсним членом і членом Президії спочатку Соціалістичної академії суспільних наук, а згодом — Комуністичної академії.
З 1919 року — заступник голови Всеросійського ради робітничої кооперації.
У 1920 році під час війни з Польщею за рішенням ЦК РКП(б) І. І. Скворцов-Степанов був направлений на польський фронт як політпрацівник.
Працював заступником голови колегії Державного видавництва. До 1924 року — член правління Центральної Спілки споживчих товариств СРСР.
З травня 1925 до 1927 року — відповідальний редактор газети «Известия ЦИК СССР и ВЦИК». З 1926 по 1928 рік — відповідальний редактор газети «Ленинградская правда». З 1927 по 1928 рік — заступник відповідального редактора газети «Правда».
У 1926–1928 роках очолював Інститут В. І. Леніна. Керував підготовкою 2-го видання Зібрання творів В. І. Леніна.
Наприкінці серпня 1928 року Іван Іванович разом з дружиною поїхав на відпочинок у Кисловодськ. Пробувши там кілька днів, захворів на черевний тиф і, за порадою лікарів, переїхав у Сочі. 8 жовтня 1928 року І. І. Скворцов-Степанов помер. Тіло було кремоване, а урна з прахом закладена в Кремлівській стіні на Красній площі Москви.

## Літературна діяльність
Ще перебуваючи в Москві, Іван Іванович Скворцов почав випробовувати свої сили в літературі. Роботу над невеличкими оглядами і рецензування книг він продовжував і в Тулі. Іноді місцеві газети і журнали друкували його статті. В Тулі ж Скворцов допомагав Олександру Богданову писати книгу «Короткий курс економічної науки», що вийшла друком у 1897 році в Москві.
Під час першого арешту і перебування у в'язниці, Скворцов не лише переклав російською працю А. Фіркандта «Первісні і культурні народи. Нарис соціальної психології», але й супроводив переклад докладними доволі гострими примітками.
Петербурзький журнал «Життя» публікував рецензії Скворцова на книги Ф. Паульсена «Німецькі університети та їх історичний розвиток» (1899), М. Сперанського «Нарис історії середньої школи в Німеччині» (1900).
Проте активну літературно-наукову діяльність розпочав, перебуваючи в засланні в Калузі. З допомогою друзів йому вдалось налагодити співпрацю з журналом «Освіта», в якому головно висвітлювались питання літератури, педагогіки, а також деякі гострі суспільні питання.
Ще з перших своїх літературних спроб, і в подальшому, Іван Іванович Скворцов підписував свої праці псевдонімом «І. Степанов» (на честь свого діда — Степана Скворцова).
Продовжив літературну діяльність як перекладач, обираючи для цього найбільш резонансні твори. Так на початку 1901 року ним була перекладена з німецької друга частина драми норвезького письменника Бйорсона «Понад наші сили». Незабаром вийшла друком праця «Суспільний рух в середні віки та в епоху Реформації», редакторами якої виступили В. Базаров і І. Степанов.
Наприкінці 1906 року отримав замовлення на переклад російською праці Карла Маркса «Капітал». Другий том вийшов у травні 1907 року. Проте видання всіх трьох томів тривало два роки. Перший том побачив світ у 1909 році. У перекладі окремих частин брали участь В. О. Базаров (том І), М. О. Сільвін-Таганський і М. Г. Лунц (незначні частини ІІ і ІІІ томів). Редагуванням окремих глав і розділів займались В. І. Ленін і О. О. Богданов. До того ж він склав до російського видання докладний покажчик авторів і країн. В подальшому він неодноразово вносив до наступних видань праці численні уточнення і доповнення.
Свої враження від перебування на польському фронті в лавах РСЧА І. І. Скворцов-Степанов виклав у книзі «З Червоною Армією на панську Польщу». Навесні 1921 року він закінчив одну з своїх найкращих історичних книг — «Паризька комуна 1871 року й питання тактики в пролетарській революції». Також продовжував перекладати з німецької твори К. Маркса, Ф. Енгельса: під його редакцією вийшло друком перше радянське зібрання творів цих авторів. У 1922 році перекладає працю К. Маркса «Наймана праця і капітал» і Ф. Енгельса — «Революція і контрреволюція в Німеччині».
За дорученням ЦК РКП(б) Іван Іванович в жовтні 1921 року розпочав і в березні 1922 року видав книгу «Електрифікація РРФСР в зв'язку з переходною фазою світового господарства».

## Родина
Батько — Іван Степанович Скворцов — працював конторником у власника ткацьких мануфактур купця Василя Фомічова. Мати — Марія Прохорівна Скворцова, уроджена Грайворонська, — виховувала дітей, яких в родині було п'ятеро: Петро, Микола, Людмила, Михайло й Іван. Всі брати, крім Миколи, закінчили Богородське міське училище, а сестра — Богородську прогімназію.
Іван Іванович Скворцов-Степанов був одружений двічі. Перший раз — у 1899 році з вчителькою Ольгою Іліодорівною Ізносковою, з якою познайомився наприкінці 1895 року. У подружжя народився син Михайло (1901–1921). У 1915 році розлучились.
Наприкінці 1916 року Іван Іванович одружився вдруге — з молодою курсисткою Вищих жіночих курсів Гер'є Інною Миколаївною Тіц (1895–1966). Інна Миколаївна в подальшому закінчила Московський університет, захистила кандидатську дисертацію з хімії, була однією з улюблених учениць академіка Зелінського. У подружжя було двоє дітей: син — Скворцов Марк Іванович, капітан І рангу й дочка — Скворцова Наталія Іванівна, кандидат хімічних наук.